# Campionatul Naţional de Fotbal American 2017
Il Campionatul Național de Fotbal American 2017 è l'8ª edizione del campionato di football americano di primo livello, organizzato dalla FRFA.

## Squadre partecipanti
| Club               | Città       | Stadio | Sponsor ufficiale | Risultato nella stagione 2016 |
| ------------------ | ----------- | ------ | ----------------- | ----------------------------- |
| Bucharest Rebels   | Bucarest    |        |                   |                               |
| Bucharest Warriors | Bucarest    |        |                   |                               |
| Cluj Crusaders     | Cluj-Napoca |        |                   |                               |
| Mures Monsters     | Târgu Mureș |        |                   |                               |
| Timișoara 89ers    | Timișoara   |        |                   |                               |

## Stagione regolare

### Calendario

#### 1ª giornata
| Târgu Mureș 18 marzo 2017, ore 12:00 | Mures Monsters | 0 – 28 referto | Cluj Crusaders | Teren Fotbal Mureșeni |

#### 2ª giornata
| Buftea 25 marzo 2017, ore 15:30 | Bucharest Warriors | 24 – 0 (8-0 0-0 8-0 8-0) referto | Timișoara 89ers | Stadionul Orăşenesc |

#### 3ª giornata
| Cluj-Napoca 1º aprile 2017, ore 13:00 | Cluj Crusaders | 19 – 18 referto | Bucharest Rebels | Baza Sportivă Napoca |

#### 4ª giornata
| Timișoara 8 aprile 2017, ore 12:00 | Timișoara 89ers | 31 – 18 (14-0 10-0 7-6 0-14) referto | Mures Monsters | CSS Bega |

#### 5ª giornata
| Bucarest 22 aprile 2017, ore 17:00 | Bucharest Rebels | 34 – 24 referto | Timișoara 89ers | Complex Sportiv Ion Țiriac |

| Târgu Mureș 23 aprile 2017, ore 12:00 | Mures Monsters | 6 – 13 (0-0 6-6 0-7 0-0) referto | Bucharest Warriors | Teren Fotbal Mureșeni |

#### 6ª giornata
| Buftea 6 maggio 2017, ore 16:00 | Bucharest Warriors | 10 – 26 referto | Bucharest Rebels | Stadionul Orăşenesc |

#### 7ª giornata
| Timișoara 13 maggio 2017, ore 11:00 | Timișoara 89ers | 19 – 7 referto | Cluj Crusaders | Baza Sportivă Textila |

#### 8ª giornata
| Bucarest 20 maggio 2017, ore 17:00 | Bucharest Rebels | 56 – 0 referto | Mures Monsters | Complex Sportiv Ion Țiriac |

#### 9ª giornata
| Cluj-Napoca 27 maggio 2017, ore 13:30 | Cluj Crusaders | 32 – 18 referto | Bucharest Warriors | Baza Sportivă Napoca |

### Classifica
La classifica della regular season è la seguente:
- PCT = percentuale di vittorie, G = partite giocate, V = partite vinte,  P = partite perse, PF = punti fatti, PS = punti subiti

| Pos. | Squadra            | PCT  | G | V | N | P | PF  | PS  |
| ---- | ------------------ | ---- | - | - | - | - | --- | --- |
| 1    | Cluj Crusaders     | .750 | 4 | 3 | 0 | 1 | 86  | 55  |
| 2    | Bucharest Rebels   | .750 | 4 | 3 | 0 | 1 | 134 | 53  |
| 3    | Bucharest Warriors | .500 | 4 | 2 | 0 | 2 | 65  | 64  |
| 4    | Timișoara 89ers    | .500 | 4 | 2 | 0 | 2 | 74  | 83  |
| 5    | Mures Monsters     | .000 | 4 | 0 | 0 | 4 | 24  | 128 |

## Playoff e playout

### Tabellone
|  | Semifinali | Semifinali         | Semifinali |                    |    | VIII RoBowl    | VIII RoBowl | VIII RoBowl |  |
|  |            |                    |            |                    |    |                |             |             |  |
|  | 1          | Cluj Crusaders     | 22         |                    |    |                |             |             |  |
|  | 1          | Cluj Crusaders     | 22         |                    |    |                |             |             |  |
|  | 4          | Timișoara 89ers    | 7          |                    |    |                |             |             |  |
|  | 4          | Timișoara 89ers    | 7          |                    | 1  | Cluj Crusaders | 17          |             |  |
|  |            |                    |            |                    | 1  | Cluj Crusaders | 17          |             |  |
|  |            |                    | 3          | Bucharest Warriors | 12 |                |             |             |  |
|  | 3          | Bucharest Warriors | 3          | Bucharest Warriors | 12 | 42             |             |             |  |
|  | 3          | Bucharest Warriors |            |                    |    |                |             |             |  |
|  | 2          | Bucharest Rebels   | 22         |                    |    |                |             |             |  |

### Semifinali
| Cluj Napoca 10 giugno 2017, ore 12:00 | Cluj Crusaders | 22 – 7 referto | Timișoara 89ers | Baza Sportivă Napoca |

| Bucarest 11 giugno 2017, ore 17:00 | Bucharest Rebels | 22 – 42 referto | Bucharest Warriors | Complex Sportiv Ion Țiriac |

### Finale 3º - 4º posto
| Buftea 24 giugno 2017, ore 12:00 | Mures Monsters | 7 – 17 referto | Timișoara 89ers | Stadionul Orăşenesc |

### VIII RoBowl
| Buftea 24 giugno 2017, ore 17:00 | Cluj Crusaders | 17 – 12 referto | Bucharest Warriors | Stadionul Orăşenesc |

## Verdetti
- Cluj Crusaders Campioni della Romania 2017 (3º titolo)